# Baiona
Baiona egy község Spanyolországban, Galicia autonóm közösségben Pontevedra tartományban, az Atlanti-óceán partján, közel a portugál határhoz. Baiona Oia, Tomiño, Gondomar és Nigrán községekkel határos. Lakosainak száma 12 380 fő (2024).

## Népesség
A település népessége az elmúlt években az alábbi módon változott:
| Lakosok száma | 10 873 | 11 337 | 11 839 | 12 091 | 12 063 | 12 233 | 12 169 | 12 122 | 12 349 | 12 380 |
|               | 2001   | 2004   | 2007   | 2009   | 2012   | 2014   | 2017   | 2019   | 2022   | 2024   |